# Distretto 10 (Düsseldorf)
Il distretto 10 è uno dei 10 distretti urbani (Stadtbezirk) della città tedesca di Düsseldorf.

## Suddivisione amministrativa
Il distretto 10 è diviso in 2 quartieri (Stadtteil):
- 101 Garath
- 102 Hellerhof